# Sigma-Hydriden
Die Sigma-Hydriden sind ein Meteorstrom, welcher vom 3. bis zum 20. Dezember beobachtbar ist. Bis zu seinem Aktivitätsmaximum am 9. Dezember erreicht er nur eine geringe Aktivität von 7 Meteoren pro Stunde.
Der Radiant der Sigma-Hydriden liegt ca. 10 Grad östlich des Sternes Prokyon. Wegen der Nähe des Radianten zum Himmelsäquator sind die Sigma-Hydriden weltweit beobachtbar.
Ein Vergleich vorläufiger Bahnelemente des Kometen C/2023 P1 (Nishimura) vom Ende August 2023 mit Datenbank-Angaben über Meteorströme ergab eine hohe orbitale Ähnlichkeit zwischen dem Kometen und den Sigma-Hydriden. Der Komet könnte der Ursprungskörper der Meteore sein oder in einem nahen Verhältnis zu diesem stehen.